# 報導者 (紀錄片)
《報導者》（英語：Reporter）是一部2009年美國紀錄片，講述《紐約時報》專欄作家紀思道在刚果民主共和国的工作經歷。導演艾瑞克·丹尼爾·梅茲加捕捉了飽受戰爭蹂躪的非洲國家生活，並特別關注國際記者在報導該地區危機時所面臨的挑戰。紀錄片贏得外界正面好評。

## 製作和發行
《報導者》拍攝於2007年夏天；當時紀思道與時任美國醫科學生的温麟衍和來自芝加哥的高中講師威爾·奧肯（Will Okun）一起飛往剛果東部。温麟衍和奧肯是《紐約時報》2007年舉辦的「第二屆年度與紀思道同行」（Second Annual Win A Trip with Nick Kristof）比賽的獲勝者。
紀錄片在2009年日舞影展舉行全球首映，入圍該影展的評審團大獎。2010年2月18日在HBO上播出。

## 外部連結
- 官方网站
- 互联网电影数据库（IMDb）上《報導者》的资料（英文）